# Karl von Inzaghi

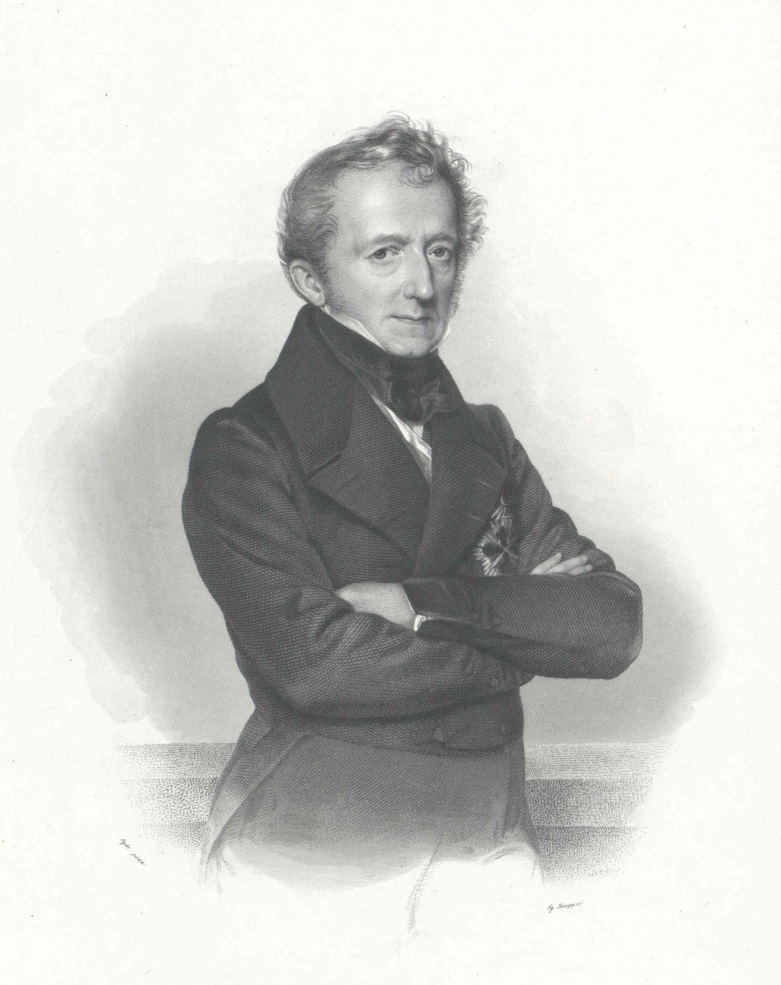
Kupferstich, Porträtsammlung ÖNB

Karl Borromäus Graf von Inzaghi (* 5. Dezember 1777 in Idria; † 17. Mai 1856 in Graz) war österreichischer Adeliger und Politiker des Kaisertums Österreich, Gouverneur von Illyrien, Venedig sowie Mähren und Schlesien, zuletzt Oberster Kanzler von Böhmen.

## Familie
Karl entstammte der italienischen Familie Inzaghi, die seit dem 17. Jahrhundert in der Steiermark ansässig ist. Seine Eltern waren Johann Nepomuk Inzaghi Freiherr von Kindberg (1734–1818) und dessen erste Ehefrau die Gräfin Maria Walpurgis von Dietrichstein-Weichselstädt (* 11. September 1753; † 7. Januar 1794). Sein Vater war Regierungsberater in Innerösterreich und Hochkommissar in Idrija; 1792 erwarb er in Graz das Palais in der Bürgergasse, sechs Jahre später ein weiteres Palais am Bischofplatz.
Sein Onkel war Franz Philipp von Inzaghi (1731–1816), Kanoniker des Metropolitankapitels von Olmütz, Archidiakon und Mitregent der Kirche von Mikulov und dann Bischof der Diözese Triest (1775–1788), Bischof von Gradisca (1788–1791) und Bischof von Gorizia und Gradisca (1791–1816). Karl Borromäus Rudolph Inzaghi (auf Italienisch manchmal auch Carlo Borromeo Rodolfo d’Inzaghi genannt) wurde 1777 in Graz geboren.
Der Graf heiratete im Mai 1818 die Gräfin Elisabeth von Attems (* 11. November 1777; † 1. September 1844), Tochter von Ferdinand Attems. Die Ehe blieb kinderlos. Daher wurde sein Neffe Graf Friedrich von Attems sein Universalerbe.

## Leben und Arbeit
Der studierte Jurist trat mit 21 Jahren 1798 in den Staatsdienst wurde Beamter in Graz, dann 1801 in Krakau, wo er 1804 zum kaiserlichen Kämmerer ernannt wurde. 1806 wechselte er in den Hofstaat Erzherzog Rainers, bekam dort das Amt des Sekretärs in dessen Kabinett und 1815 die Intendanz für die österreichischen Truppen in Frankreich. Ab 1817 war er Gouverneur mehrerer österreichischer Provinzen: In Laibach, Illyrien, ab 1820 in Venedig, ab 1827 in Brünn. 1834 wurde er Kanzler des kaiserlichen Hofes, 1842, nach dem Tod von Graf Anton Friedrich Mittrowsky von Mittrowitz und Nemischl wurde er dessen Nachfolger als k. k. Oberhofkanzler und Präsident der Studienhofkommission. Billigte die strenge Zensur und stand in der Ministerkonferenz auf der Seite Kolowrats, damit im Gegensatz zu Metternich. Am 20. April 1843 anlässlich seiner Ernennung zum Oberhofkanzler (Innenminister) wurde ihm das Ehrenbürgerrecht der Stadt Wien erteilt. Er musste im März 1848 abtreten und begab sich nach Graz. Auf Grund ungewöhnlich hoher Geldspenden ernannte ihn auch hier 1856 der Gemeinderat zum Ehrenbürger.